# هوگو ویدمونت
هوگو ویدمونت (انگلیسی: Hugo Vidémont؛ زادهٔ ۱۹ فوریهٔ ۱۹۹۳) بازیکن فوتبال اهل فرانسه است.
از باشگاه‌هایی که در آن بازی کرده‌است می‌توان به باشگاه فوتبال آق‌تپه، باشگاه فوتبال ویسوا کراکوف، باشگاه فوتبال کلرمون فوت، و باشگاه فوتبال آژاکسیو اشاره کرد.